# Arqueoceratòpsids
Els arqueoceratòpsids (Archaeoceratopsidae) constitueixen una família de dinosaures ceratops que visqueren al Cretaci inferior en el que avui en dia és la Xina.
Aquest grup presentava característiques similars a la dels psitacosàurids i els leptoceratòpsids. Tenien collars petits i un bony sobre el musell.